# Hylaea compararia
Hylaea compararia là một loài bướm đêm trong họ Geometridae.